# Oğuzhan Kaya
Oğuzhan Kaya (* 4. April 2001 in Bakırköy) ist ein türkischer Sprinter, der sich auf den 400-Meter-Lauf spezialisiert hat.

## Sportliche Laufbahn
Erste internationale Erfahrungen sammelte Oğuzhan Kaya im Jahr 2019, als er bei den U20-Balkan-Hallenmeisterschaften in Istanbul in 49,49 s den fünften Platz im 400-Meter-Lauf belegte. Kurz darauf gewann er bei den Balkan-Hallenmeisterschaften ebendort mit der türkischen 4-mal-400-Meter-Staffel in 3:14,40 min die Silbermedaille. Im Juli siegte er mit der Staffel in 3:08,34 min bei den U20-Europameisterschaften in Borås. Im Jahr darauf gewann er bei den Balkan-Hallenmeisterschaften in Istanbul in 3:12,25 min die Silbermedaille mit der Staffel hinter dem slowenischen Team und 2021 siegte er bei den Balkan-Hallenmeisterschaften ebendort in 3:13,70 min. Im Mai verpasste er bei den World Athletics Relays in Chorzów mit 3:06,05 min den Finaleinzug und anschließend belegte er bei den U23-Europameisterschaften in Tallinn in 3:06,57 min den vierten Platz. Im Jahr darauf gewann er bei den Balkan-Hallenmeisterschaften in Istanbul in 3:10,76 min die Bronzemedaille mit der Staffel hinter den Teams aus Rumänien und Slowenien und im Juni gelangte er bei den Freiluftmeisterschaften in Craiova mit 47,29 s auf Rang neun über 400 Meter und gewann mit der Staffel in 3:08,48 min die Silbermedaille hinter dem ukrainischen Team. Daraufhin schied er bei den Mittelmeerspielen in Oran mit 47,43 s im Vorlauf im Einzelbewerb aus und gewann mit der Staffel in 3:04,55 min die Bronzemedaille hinter den Teams aus Algerien und Italien. Im August wurde er bei den Islamic Solidarity Games in Konya in der 4-mal-400-Meter-Staffel disqualifiziert und gewann in der Mixed-Staffel in 3:22,90 min die Bronzemedaille hinter den Teams aus Bahrain und Marokko. Anschließend verpasste er bei den Europameisterschaften in München mit 3:06,68 min den Finaleinzug in der Männerstaffel.
2023 startete er mit der 4-mal-400-Meter-Staffel bei den Halleneuropameisterschaften in Istanbul und belegte dort mit neuem Landesrekord von 3:09,41 min den sechsten Platz. Im Juni wurde er bei der 1. Liga der Team-Europameisterschaft im Rahmen der Europaspiele in Chorzów in 3:20,01 min Sechster in der Mixed-Staffel, ehe er bei den U23-Europameisterschaften in Espoo mit 47,76 s im Vorlauf über 400 Meter ausschied und mit der Männerstaffel mit 3:06,27 min den Finaleinzug verpasste. Anschließend gelangte er bei den Balkan-Meisterschaften in Kraljevo mit 47,27 s auf den neunten Platz über 400 Meter. Im Jahr darauf siegte er mit der Staffel in 3:12,09 min bei den Balkan-Hallenmeisterschaften in Istanbul. Ende Mai gewann er bei den Balkan-Meisterschaften in Izmir in 3:08,10 min die Silbermedaille mit der Männerstaffel hinter dem ukrainischen Team und musste sich in der Mixed-Staffel in 3:25,49 min nur dem serbischen Team geschlagen geben. 2025 siegte er mit der Mixed-Staffel in 3:24,66 min bei den Balkan-Meisterschaften in Volos und belegte mit der Männerstaffel in 3:12,67 min den vierten Platz.

## Persönliche Bestzeiten
- 400 Meter: 46,04 s, 4. Juni 2022 in Erzurum
  - 400 Meter (Halle): 47,61 s, 27. Februar 2022 in Istanbul